# Tanacetipathes barbadensis
Tanacetipathes barbadensis is een Antipathariasoort uit de familie van de Myriopathidae. De wetenschappelijke naam van de soort is voor het eerst geldig gepubliceerd in 1889 door Brook.